# Breyten Breytenbach
Breyten Breytenbach (Bonnievale, Provincia del Cabo Occidental, 16 de septiembre de 1939-París, 24 de noviembre de 2024) fue un escritor y pintor sudafricano de etnia afrikáner. Gozaba además de ciudadanía francesa, por el largo exilio vivido en ese país.
A nivel internacional, es reconocido como uno de los más importantes líricos de Sudáfrica y poseedor de varios premios literarios, pero también como pintor cuyos cuadros han sido expuestos tanto en Europa, como en los Estados Unidos, como en Hong Kong y como en su país natal. Inseparablemente entrelazado con su obra artística, en especial con su obra literaria es su papel activo en el movimiento antiapartheid y su lucha desde hace décadas contra el racismo y el gobierno racista imperante en Sudáfrica hasta 1994.

## Biografía
Proveniente de una familia bóer acomodada de Bonnievale, en 1958 empezó a estudiar arte y literatura en Ciudad del Cabo. Un año más tarde se marchó a Europa, retomó sus estudios en 1961 en París y se hizo miembro fundador de la organización anti-apartheid Okhela. Después de casarse en 1968 con una francesa de origen vietnamita, ya no le dejaron entrar en Sudáfrica, a causa de las leyes racistas que prohibían los matrimonios de blancos con personas de otras razas. Aun así regresó en 1975 a Sudáfrica con la ayuda de un pasaporte falso; ahí fue arrestado, y condenado a nueve años de prisión por actividades "terroristas", por su rechazo del apartheid e "inmoralidad pública" por su matrimonio. Las protestas internacionales y negociaciones al más alto nivel gubernamental finalmente llevaron a que en 1982 fuera puesto en libertad y pudiera regresar a París, donde un año más tarde adquirió la nacionalidad francesa. 
Escribió al principio sus novelas influidas estilísticamente por el surrealismo francés y tomos de poesía, en afrikáans, luego en inglés o francés, y más tarde otra vez en afrikáans – espejo de su vida entre los mundos opuesto en los que ha vivido. Entre sus obras más conocidas figuran un testimonio de los siete años en prisión, la novela Confesiones de un terrorista blanco; la autobiografía Momentos en el paraíso, y la novela Vuelta al paraíso, en la que Breytenbach describe y asimila su encuentro con la nueva Sudáfrica gobernada por los políticos del Congreso Nacional Africano.
Vivió entre Europa, EE. UU. y África. Impartió clases en Nueva York y en Ciudad del Cabo como profesor invitado en las universidades y trabajó desde 1992 colaborando en la creación del centro cultural senegalés Gorée, situado en la isla que lleva el mismo nombre frente a Dakar, capital del país. También en Alemania fue invitado con frecuencia, como por ejemplo en la primavera de 2005 con ocasión de la feria del libro de Leipzig.

## Ediciones en español de sus obras
- Confesiones de un terrorista blanco, trad. de Jordi Fibla, Barcelona, Versal, 1986.

## Lista de poemas
- Die ysterkoei moet sweet, 1964
- Katastrofes, 1964
- Die huis van die dowe
- Kouevuur
- Lotus
- Skryt
- Kouevuur
- Voetskrif, 1976
- Blomskryf - antología, 1977
- Vingermaan - antología, 1980
- Papierblom, 1998
- Boklied, 1998

## Curiosidades
- El grupo vasconavarro Berri Txarrak tiene una canción en honor a Breyten Breytenbach, titulada Breyten.